# هوي كامب
هوي كامب (بالإنجليزية: Howie Camp)‏ هو لاعب كرة قاعدة أمريكي، ولد في 1 يوليو 1893 في Hopeful, Alabama ‏ في الولايات المتحدة، وتوفي في 8 مايو 1960 في إيستابوغا ‏ في الولايات المتحدة.

## وصلات خارجية
- هوي كامب على موقعبيزبول رفرنس.كوم (الدوري الرئيسي) (الإنجليزية)